# Melville Shyer
Melville Shyer (Memphis, 28 settembre 1895 – Riverside County, 14 settembre 1968) è stato un regista, sceneggiatore, produttore cinematografico, aiuto regista statunitense.

## Biografia
Nato nel Tennessee, iniziò la sua carriera nel 1930 come aiuto regista. Soprannominato familiarmente Buddy, girò 154 pellicole in quel ruolo. Passò alla regia nel 1933, firmando 7 film. Fu anche direttore di produzione, produttore e sceneggiò un solo film, The Man from Hell.
Nel 1934, girò insieme a Dorothy Davenport il film The Road to Ruin, una pesante accusa sui pericoli della tossicodipendenza, film che l'attrice aveva voluto realizzare dopo la morte del marito, il famoso attore Wallace Reid, divenuto morfinomane per poter sopportare gli atroci dolori che gli aveva provocato un incidente ferroviario in cui era stato coinvolto durante le riprese di un film.
Melville Shyer fu uno dei fondatori della Directors Guild of America.

## Filmografia

### Regista
- Sucker Money (1933)
- The Road to Ruin co-regia Dorothy Davenport (1934)
- The Murder in the Museum (1934)
- Smashing the Vice Trust (1937)
- Mad Youth (1940)
- Souls in Pawn (1940)
- Confessions of a Vice Baron (1943)

### Sceneggiatore
- The Man from Hell di Lewis D. Collins (1934)